# Bóvedas del Tiziano

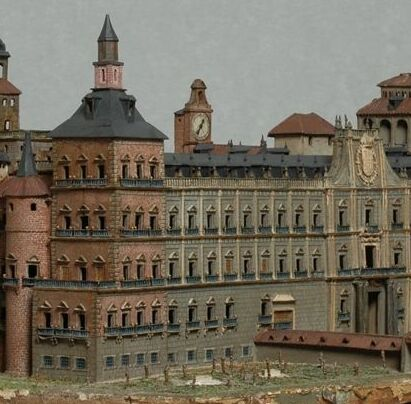
Las ventanas de las bóvedas en la parte inferior izquierda de la imagen, enrejadas y junto al Jardín del Rey; en la maqueta del Alcázar de Madrid.

Las Bóvedas del Tiziano fueron un conjunto de cuartos en el desaparecido Alcázar de Madrid, dedicadas a albergar obras de arte notables.

## Historia
Los cuartos sirvieron para albergar un espacio reservado a la contemplación de obras de arte de contenido erótico por parte del rey y otras personas por él autorizadas.
El origen de las bóvedas se encuentra en las reformas que realizó Felipe II hacia 1585 con objeto de ampliar sus habitaciones, de acuerdo con la construcción de la Torre Dorada en el ángulo sudoeste del Alcázar. En este momento inicial estas bóvedas fueron utilizadas como almacén de esculturas.
A finales de la década de 1640, la reforma del piso principal del Alcázar en su crujía sudoeste propició un nuevo destino para las bóvedas que desde inicios de la década siguiente comenzaron a albergar pinturas y esculturas con desnudos. Anteriormente, desde al menos 1636, había dispuesto la exposición reservada de este tipo de pinturas en la pieza de la torre de su cuarto bajo de verano.

## Descripción
Las Bóvedas se situaban en el ángulo sudoeste del edificio, y ocupaban parte de la mitad oeste de la crujía sur. Se localizaban en la planta baja que se encontraba muy probablemente semienterrada. Sus ventanas daban al sur, en concreto, al conocido como Jardín de los Emperadores del Alcázar. Desde el cuarto del rey, situado en el piso principal del Alcázar, se accedía a las Bóvedas por medio de la Escalera del Rubinejo. Desde ese lugar se disponía sucesivamente, hacia el oeste, una serie de estancias que componían las bóvedas:
- Galería baja del Jardín de los Emperadores o Bóveda del Tiziano, correspondiente a la galería del Príncipe en el piso inmediatamente superior, parte del cuarto del príncipe Baltasar Carlos; o a la Galería del Mediodía en la planta principal, esta última parte del cuarto del rey. Hacia la mitad de su pared norte, se abría una alcoba.
- Cuarto de Su Majestad o Aposento donde esta el Nilo, correspondiente a los cimientos de la Torre Dorada.

Sobre las bóvedas se encontraba a mediados del siglo XVII el conjunto de habitaciones que había sido cuarto del príncipe Baltasar Carlos.
De acuerdo con el Inventario del Alcázar de 1686, contaba con un vaciado en yeso del Grupo de Laooconte, obra de Cesare Sebastiani, que había sido encargado en 1651 por Juan de Córdoba en Roma. Además como su propio nombre indica, las bóvedas estuvieron ricamente decoradas con pinturas de Tiziano (p.e.: El rapto de Europa o Venus y Adonis), Tintoretto o Rubens; que reunían la característica de presentar desnudos.